# Erann (album)
Erann er det tredje studiealbum fra den danske sanger og sangskriver Erann DD, der blev udgivet den 28. august 2006. Det debuterede som #3 på album-hitlisten. Albummet er produceret i samarbejde med Pharfar fra Bikstok Røgsystem.

## Trackliste
| #   | Titel                           | Tekst                         | Musik      | Længde |
| --- | ------------------------------- | ----------------------------- | ---------- | ------ |
| 1.  | "Take Me to the Woman (I Love)" | Erann D. Drori                | Drori      | 3:32   |
| 2.  | "Pretending"                    | Drori                         | Drori      | 3:08   |
| 3.  | "Thelma"                        | Drori, Joshua Stander         | Drori      | 3:26   |
| 4.  | "Don't Go"                      | Drori, Stander                | Drori      | 2:48   |
| 5.  | "Alone Again (Naturally)"       | Gilbert O'Sullivan            | O'Sullivan | 3:17   |
| 6.  | "Love Is Coming"                | Drori, Tommas Alexander Arnby | Drori      | 3:46   |
| 7.  | "I Can Live Without You"        | Drori, Stander                | Drori      | 4:31   |
| 8.  | "I Can Tell Ya"                 | Drori, Stander                | Drori      | 3:32   |
| 9.  | "Stop Driving (In Overload)"    | Drori, Stander                | Drori      | 3:07   |
| 10. | "You Are the One for Me"        | Drori                         | Drori      | 5:52   |

Noter
- "Alone Again (Naturally)" er en cover version af sangen af samme navn fra Gilbert O'Sullivan.

## Hitlisteplacering
| Hitliste (2006) | Højeste placering |
| --------------- | ----------------- |
| Danmark         | 3                 |